# Супермен и Батман: Апокалипсис
„Супермен и Батман: Апокалипсис“ (на английски: Superman/Batman: Apocalypse) е анимационен супергеройски филм от 2010 г., базиран на комиксовата сюжетна линия на Супермен и Батман, „Супермомичето от Криптон“ (The Supergirl from Krypton) и е самостоятелно продължение на „Супермен и Батман: Обществени врагове“. Пуснат е на 28 септември 2010 г. от Warner Premiere и Warner Bros. Animation, това е деветия филм на DC Universe Animated Original Movies.